# Dungarvan
Dungarvan (irl.: Dún Garbháin) – miasto i port na południowym wybrzeżu Irlandii w prowincji Munster. Dungarvan jest miastem powiatowym i centrum administracyjnym hrabstwa Waterford. Nazwa oznacza "fort Garbhana", odnosząc się do Świętego Garbhana, założyciela kościoła w VII wieku. Miasto leży przy trasie N25 łączącym miasta Cork, Waterford i Port Rosslare. Populacja w 2011 roku wynosiła 7 991 mieszkańców. W mieście znajduje się Zamek Dungarvan.